# MERU/メルー
MERU／メルーは、2015年のドキュメンタリー映画で、インドのヒマラヤ山脈のメルー峰にある「シャークス・フィン(サメのヒレ)」ルートの初めての登頂を記録している。夫婦のジミー・チンとエリザベス・チャイ・ヴァサルヘリィが共同監督し、2015年のサンダンス映画祭で米国観客ドキュメンタリー賞を受賞した。

## 概要
2008年にメルー峰の登頂に失敗した後、コンラッド・アンカー、ジミー・チン、レナン・オズタークは、「シャークス・フィン」として知られている4000フィートの壁を経由しメルー峰の中央峰を征服するために再び山へ戻った。彼らは登るとき、その様子を記録している。ジミー・チンは登山と映画制作のバランスについて以下のように語っている、「ご存知の通り、私は登山家です。ですが、私はいつも自分とチームが本当に安全なのか考えますし、カメラを取り出す前にも本当にそうなのかいつも検討します」。この映画は、2回の挑戦（失敗した2008年と成功した2011年）の映像の混合物であり、悪魔に立ち向かうクライマーの挑戦についての物語である。レナン・オズタークは、ジミー・チンとスノーボーダーのロケ撮影中に恐ろしい転落事故に遭った。その事故は2回目のメルー峰挑戦のわずか5ヶ月前であり、彼は登頂に参加するため、その致命的なケガからの回復と戦った。一方、レナン・オズタークの事故から4日後、ジミー・チンは撮影現場に戻って撮影を続行するが、大規模な雪崩に巻き込まれたものの、奇跡的に助かっている。また、コンラッド・アンカーは、何年も前から、登山の師匠の夢であるメルー峰征服に取り組んできたが、師匠は登山中に亡くなり、また彼の登山パートナーも雪崩で失った。2011年に登頂に成功したジミー・チンとレナン・オズタークは、Canon 5D Mark IIとPanasonic TM900ビデオカメラを共有して、映画の映像を撮影した。

## 評価
レビュー集約のWebサイトであるRotten Tomatoesで、この映画は73のレビューにおいて90％のレーティングであり、評価の平均スコアは10点中7.4点であった。このサイトの総評は、「視覚的にも叙述的にも引きつけられる「MERU／メルー」は、スリル満点のワイドスクリーンの眺めを提供し、考えさせられる、まれなドキュメンタリーである」とされた。正規化された評価を割り当てるMetacriticでは、15人の批評家のレビューにもとづいて、この映画のスコアは100のうち77であり、「一般に好意的なレビュー」を示している。
この映画は公開の週末に7つの劇場で91,279ドルの興行収入を上げた。第2週末には35の劇場に拡大し、562,786ドルになった。5回目の週末には、176の劇場で416,701ドルとなり、総興行収入は100万ドルを超えた。
12月1日に、この映画はアカデミー長編ドキュメンタリー映画賞の最終候補15のうちの1つに選ばれた 。

## 受賞歴
- Climbing Magazineが選定するビッグ・ウォール・クライム・オブ・ザ・イヤーのゴールデン・ピトン（ハーケン）を受賞。
- Rock and Ice Magazineの年間ナンバーワン登頂を受賞。
- 2015年サンダンス映画祭での米国視聴者ドキュメンタリー賞を受賞。

## 参照資料
1. ↑  “A Filmmaker’s Epic Journey to the Peak of Meru”.   National Geographic (2015年2月25日). 2015年8月13日閲覧。
2. ↑  “For 3 Climbers, Summiting Meru Was An 'Irresistible' Challenge”. NPR (2015年9月4日). 2015年9月5日時点のオリジナルよりアーカイブ。2015年9月8日閲覧。
3. ↑  “Meru Reviews”. Rotten Tomatoes.  Flixster. 2015年9月10日閲覧。
4. ↑  “Meru Reviews”. Metacritic.  CBS Interactive. 2015年9月10日閲覧。
5. ↑  “Meru (2015)”. Box Office Mojo. 2018年12月4日閲覧。
6. ↑  “15 DOCUMENTARY FEATURES ADVANCE IN 2015 OSCAR® RACE”. (2015年12月1日) 2015年12月16日閲覧。